# 地方発ラジオ深夜便
地方発ラジオ深夜便（ちほうはつラジオしんやびん）は、1995年4月からNHKで放送されているラジオ深夜便の金曜日の番組タイトルである。

## 概要
それまでラジオ深夜便では地方発を不定期で行ってきたが、1995年4月の放送から原則として毎月前半の第1〜3週目の金曜日スタート分（1998年度は第1、3、5週の放送）を関西発ラジオ深夜便に、第4、5週目の金曜日スタート分（1998年度は第2、4週目の放送）が地方発となる。地方発ラジオ深夜便は東京・大阪放送局以外の放送局から全国に向けて放送。第5週がある時はそのうちの1週に名古屋発が多い。
原則として、各回にて制作を担当する放送局が自局のスタジオで放送する。東名阪が絡む各周辺局のみ事情が異なり、東京以外の関東地方（水戸・宇都宮・前橋・さいたま・千葉・横浜）各局はそれぞれの局からではなく東京（ラジオセンター・CR-132スタジオ）から、大阪以外の近畿地方（京都・神戸・大津・奈良・和歌山）各局は大阪から、名古屋以外の東海地方（岐阜・津）各局は名古屋から、北九州発の場合は福岡から。それぞれの地方発ラジオ深夜便を放送することが多い。
地方発ラジオ深夜便の放送を前にして「ラジオ深夜便の集い」を開催。「ラジオ深夜便明日へのことば」講演会と「アンカーを囲む会」の2部構成（会場によっては「ラジオ深夜便落語百選落語会」等お楽しみアトラクションを入れた3部構成）で、収録して放送に使う。事前に募集を行い、遠い所からも応募がある。アンカーを囲む会は原則として2名（男女1名ずつ）が出演する。近畿地方で行う場合は女性は東京のアンカー、男性は関西発のアンカーが出演することが一般的である。また、同じく本放送を前にして、ラジオ深夜便の放送の中でその土地に関するお便り・その土地に関連する楽曲のリクエストを募集、放送で紹介する。
なお、まれに第4・5週目であっても、地方発ではなく東京・大阪発になるケースが見受けられる。（概ね、7月が関西発、12月に東京発に割り当てられる場合が多いが、5週ある場合の第5週で東京か大阪のどちらかから放送される場合もあったりする。12月の最終週は年末特集の都合上東京発となるケースが多い。東京発の場合は23・0時台に特集を組むが、1時以後はほぼ通常のフォーマット、大阪からの場合はほぼ全編で通常フォーマットで放送される）。2011年12月の最終週はNHK北見放送局発となり、この日は事実上年内最後の深夜便の放送となる2011年12月30日 - 31日にかけての放送（31日付は元日をまたいでからのスタート。但し2018-19年のそれからは年越し放送を実施）でもあるため、放送開始以来初めて事実上年内最後の深夜便の放送が東京・大阪以外の地方発で2011年を締めくくることになった。
また実質連続して関西発に充てられる場合もあり、2014年は6月の大津発を皮切りに、7月・8月の大阪発、9月の京都発と、第4週が4か月連続して近畿地方の局からの放送となった。
2018年度からはラジオ深夜便のアンカー入れ替えに伴い、原則第5週がある月に限り放送する。基本は第5金曜日だが、カレンダーの配置により他の第5週の曜日になる日もある。

## 放送日時
- 毎月原則として第5金曜日
  - ラジオ第1 23時05分（祝日も同様）-29時00分（土曜日5時00分）
  - FM 25時00分-29時00分（土曜日1時00分-5時00分）

過去の放送時間
  - 1995-2006年度 ラジオ第1のみ23時15分-29時00分（土曜日5時00分）
  - 1998年度 ラジオ第1・FMとも原則として第2・4金曜日放送
  - 2011年度 FMのみ26時00分-29時00分（土曜日2時00分-5時00分）を基本として放送。

ただし、岡田惠和 今宵、ロックバーで〜ドラマな人々の音楽談義〜のラジオ第1での火曜日本放送（当時）が休みの場合は25時00分から放送する週もあった。
またNHK広島放送局は金曜日にぶち☆なま（21時00分-22時40分）が放送されており、本来金曜21時から放送すべきだった石丸幹二のシアターへようこそ（最終週は熊川哲也のバレエ音楽スタジオ）が同時放送できず金曜25時から25時50分に代替放送されたため、ラジオ第1が放送設備メンテナンスを行う日は25時-26時は休止扱いとなっていた（ただし周辺府県の局とNHKネットラジオ らじる★らじるでは放送を聞くことができた）
  - 2012-2014年度　原則として第4-5金曜日
    - ラジオ第1 23時20分（祝日の場合は23時10分）-29時00分（土曜日5時00分）
    - FM 25時00分-29時00分（土曜日1時00分-5時00分）

  - 2015-2017年度　原則として第4-5金曜日
    - ラジオ第1 23時15分（祝日の場合は23時10分）-29時00分（土曜日5時00分）
    - FM 25時00分-29時00分（土曜日1時00分-5時00分）

## 番組の内容
- 0時以後の毎正時に東京からのニュース（0時台は10分程度、他5分程度）、4時台を除く毎時57分ごろに天気概況を放送。23:55ごろからは翌日の日の出の時刻も（2010年3月までは気象協会からの解説もあった）、また0時55分ごろから世界の天気（世界の主要15都市の予報）を放送。なお日の出の時間、世界・日本全国の天気については、普段読み上げられない府県から放送する場合、その府県のものを放送することもまれにある（その場合は、概ね通常の放送で最後に読み上げられる都市<日本全国の天気・日の出時刻は那覇、世界の天気は東京>の次に読み上げられるが、世界の天気の場合は読み上げない場合がある）。東京からの放送は定時ニュースとニュース速報のみ。
- 11時台、0時台：特集、インタビュー、お便り紹介、（23時台） 日本列島暮らしの便りを放送することも
- 0時台後半：列島きょうの動き、深夜便の歌
- 1時台：特集、インタビュー、お便り紹介
- 2時台：ロマンチックコンサート
- 3時台前半：にっぽんの歌こころの歌
2時台・3時台前半は主にその土地の歌・音楽家<作詞・作曲家、歌手、演奏家など>にスポットライトを当て、リスナーから事前に募集したその土地の想い出とそれにまつわるリクエスト曲を中心に構成する。まれに2時台で「ラジオ深夜便の集い」で行われるミニコンサートや、同地ゆかりの音楽家・歌手へのインタビュー、さらに1時台の特集の続き（音楽に限らず）を前半部を使って放送し、リクエストの紹介は2時台後半と3時台前半にまとめて流すこともあるが2時台後半にラジオ深夜便落語百選落語会を流す場合もある。
- 3時台後半：アンカーを囲む会（「ラジオ深夜便の集い」より）他の時間帯での放送も 深夜便の歌
- 4時台：ラジオ深夜便明日へのことば（「ラジオ深夜便の集い」より）、誕生日の花・花言葉、あすの予告

## 例外
但し例外的に他の曜日に放送されたケースが数回ある。
- 1996年から2001年ごろと2005年の1月16日、若しくは1月17日 阪神・淡路大震災に関した特集を放送。1997年から2001年は金曜日以外に放送する場合は曜日に関係なく「関西発」をその日に放送し、その振替で金曜日を東京発としたこともある。
  - 2015年1月16日は、震災20周年の特番「ともに迎えたい阪神淡路大震災20年〜みんな大切なひとり〜」を、通常の深夜便とは別枠（深夜便を休止扱いとして）の特番として放送した
- 2000年7月16日（日曜） 九州・沖縄サミットの開催にちなんで、NHK沖縄放送局から放送
- 2006年11月13日（月曜） NHK大河ドラマ功名が辻にちなみNHK高知放送局から放送
- 2011年3月18日（金曜）本来の関西発を返上しNHK松山放送局から放送する予定だったが、東日本大震災の影響により毎時00分のニュース枠の拡大・毎時30分ごろからの臨時ニュース・情報枠（合間にインストゥルメンタル音楽）設置等の編成都合から東京発に変更（アンカー・柴田祐規子）となった。
- 同年3月25日のNHK長崎放送局発も同理由につき東京発に変更し（アンカー・迎康子）、当初松山発・長崎発で取り上げられる予定だった特集の一部をミックス編成することとした。
  - 本来3月25日に放送されるはずの「長崎発」4時台では、3月12日に大村市で行われた「深夜便の集い」での公開録音で大島ミチル（音楽家）の講演会が予定されていたが、震災による交通事情悪化などから欠席・中止となった。なおアンカーによるトークショー（ゲスト・宮川泰夫、遠藤ふき子）は予定通りあった。
- 2012年以後は、3月10日（震災発生前日）付けに放送される場合は、曜日に関係なく東北地方の放送局が毎年持ち回りで震災関連特集を放送する。阪神・淡路の時とは異なり、通常のその曜日の担当アンカーの番組は返上扱いとなる。また通常の地方発に当たる週のうち、最終金曜日にかかるもの（基本第4週、1-3日が金曜と重なる場合は第5週）については、その振替で関西発を充てることが多い。
  - 2012年3月10日（土曜） 東日本大震災1周年に当たるための特別番組としてNHK仙台放送局から放送。震災被災地からの手紙を鈴木京香（仙台市出身）らが生放送で朗読するコーナーがあった。なおこの年の3月の金曜は5週あるが、第5週に当たる3月30日（金曜）はその代わりとしてフライデースペシャル（アンカー・松本一路）で行う。この前日3月9日が関西発であったので、2日連続して東京以外の地方発だった。
  - 2013年3月10日（日曜） 東日本大震災2周年に当たるための特別番組としてNHK福島放送局から放送。通常の日曜は24：00（実質はニュースの後24：10頃）からであるが、特別編成のため祝日と同じ23：10開始（FMは通常と同じ＜11日＞1時から）。[1]この年も3月の金曜日が5週あり、最終の3月29日はその代わりとして関西発（アンカー・住田功一）が行われる（第4週目の3月22日はNHK徳島放送局発）。
  - 2014年3月10日（月曜） 東日本大震災3周年に当たるための特別番組として仙台放送局から「東北発深夜便」として放送。この年の3月の金曜日は4週だったが、最終・第4週の3月28日は前年度に続き関西発（アンカー・住田）に充てた。ただし、28日0:10-2:00までは国会中継録音（第186回国会・衆議院総務委員会 NHK平成26年度予算審議[2]）のためラジオ第1は休止、1:00からFMのみで放送し、2:00からサイマル放送となった。
  - 2015年3月10日（火曜） 東日本大震災4周年に当たるための特番「岩手発深夜便」を放送。ただしこの時は金曜日の関西・東京発の振替はなく、最終週の3月27日は広島発を行う。
  - 2016年3月10日（木曜） 東日本大震災5周年にあたるための特番として仙台放送局から「東北発深夜便」として放送。
  - 2017年3月10日（金曜） 東日本大震災6周年にあたるための特番として仙台放送局から「東北発深夜便」として放送。本来の放送回割り当て先である関西発の月末・他曜日への振り替え充当は無し。
  - 2018年3月10日（土曜） 東日本大震災7周年にあたるための特番として仙台放送局から「東北発深夜便」として放送。
  - 2019年3月10日（日曜） 東日本大震災8周年にあたるための特番として仙台放送局から「東北発深夜便」として放送。
- 2012年6月は6月15日（NHK広島放送局発）、6月22日（NHK釧路放送局発）、6月29日（NHK山口放送局発）と3回行われる。これは同7月下旬-8月中旬にロンドンオリンピックが開催され、その実況中継を行う編成の都合によるもので、本来関西発に当てる第3週にも放送される。同じ月に同じ地方（中国地方）から2回地方発深夜便を行うという異例の編成となった。このため8月24日の放送が関西発（アンカー・住田功一）、8月31日はフライデースペシャル（アンカー・松本一路）に振り替えられた。
- 2013年10月25日（金曜） 名古屋発。この日は台風28号が日本列島に接近する恐れがあるため、通常の番組内容に、当初の0-4時台は毎時00分のニュースを0時台のみ15分、他は10分程度に延長し、更にその上で毎時30分ごろを目安に5分程度の台風情報を挿入する形での放送を行う予定だった。このスケジュールに基づいてニュースを挿入していた10月26日未明2:11頃に地震（東日本大震災の余震）が発生、この地震で津波注意報が発表された影響で、そこから4:25頃までは予定していた放送内容を中断し地震・津波関連情報を放送した。本来4時台に放送される予定だった田原町での公開録音「深夜便の集い」での「あすへの言葉講演会・世界の巨匠を撮る」（講師：木之下晃）が休止（後日再放送もなし）となり、残りの時間は本来2時台-3時台前半に行うはずだったリクエスト音楽の紹介と、3時台後半の「アンカーを囲む会」（ゲスト・遠藤ふき子、松本一路、グッチ裕三）を充てた。
- 2015年10月1日（木曜） NHK横浜放送局から放送。このため本来地方発に充てる9月24日（金曜）の放送をフライデースペシャル（アンカー・迎）として放送し、事実上入れ替え。
- 2016年12月26日（月曜）NHK札幌放送局から放送。このため本来地方発に充てる12月30日（金曜）の放送をフライデースペシャル（アンカー・遠藤）として放送し、事実上入れ替え。
- 2019年1月31日（木曜） NHK福井放送局から放送。
- 2019年3月30日（土曜） NHK帯広放送局から放送。

## その他
- 通常の地方発深夜便は製作する放送局のスタジオ（関東・中京・近畿については、東京・名古屋・大阪のスタジオから放送する場合もある）から生放送されるが、2013年12月27日のNHK鹿児島放送局製作の「鹿児島・奄美発深夜便」は鹿児島局のスタジオではなく、奄美市にあるコミュニティ放送「あまみエフエム」（あまみFMディ!WAVE）のスタジオからの中継として放送が行われる。これは奄美群島の日本本土復帰60周年記念の一環として企画されたものである。